# Notoplusia boliviensis
Notoplusia boliviensis är en fjärilsart som beskrevs av William Schaus 1923. Notoplusia boliviensis ingår i släktet Notoplusia och familjen tandspinnare. Inga underarter finns listade i Catalogue of Life.